# تپلی و من
تُپُلی و مَن فیلمی به نویسندگی، کارگردانی و تهیه کنندگی حسین قناعت محصول سال ۱۳۹۷ است. اکران عمومی این فیلم از ۲ مرداد ۱۳۹۸ در سینماهای کشور آغاز شد.
این فیلم در سی و یکمین جشنواره بین‌المللی فیلم‌های کودکان و نوجوانان، نامزدی «بهترین فیلم نوجوان»، «بهترین فیلمنامه» و «بهترین کارگردانی» را به خود اختصاص داد.
همچنین «پروانه زرین» بهترین بازیگر کودک و نوجوان سی و یکمین جشنواره بین‌المللی فیلم‌های کودکان و نوجوانان، به «سامیار محمدی» اهدا شد.

## داستان فیلم
فیلمنامه این فیلم اقتباسی از فیلم «The Kid» اثر جان ترتلتاب است. موضوع این فیلم دربارهٔ کودک درون است و در خلاصه داستان فیلم آمده است: «بچه؛ تو کی هستی؟ تو خونه من چه کار می‌کنی؟ وایسا ببینم… وایسا ببینم…»
فیلم «تپلی و من» داستان مردی به نام رامین (حسن معجونی) را روایت می‌کند که در رشته کارگردانی تحصیل کرده ولی بخاطر ننوشتن فیلمنامه‌های جذاب، به ناچار در یک مرکز آموزشی هنری به همراه دوست خود کتایون (میترا حجار) کار می‌کند. یک روز او به‌طور اتفاقی شخصیت دوران کودکی خودش که اسمش تپلی (سامیار محمدی) است را در خانه اش پیدا می‌کند و بعد از مشورت با روان‌شناس، متوجه می‌شود که تپلی از گذشته آمده تا اتفاقی را که باعث از بین رفتن اعتماد به نفس رامین شده را به او بگوید تا رامین در گذشته سفر کند و از آن اتفاق جلوگیری کند اما…

## بازیگران
- حسن معجونی
- سامیار محمدی
- میترا حجار
- سیروس گرجستانی
- یوسف تیموری
- نادر سلیمانی
- رامین ناصر نصیر
- مرتضی زارع
- عباس محبوب
- شیدا مؤدب
- امید شهباز محمدی
- کیان علی‌پناه